# Флорин Ница
Флорин Константин Ница (рум. Florin Constantin Niță Букурешт, 3. јул 1987) је румунски професионални фудбалер који игра на позицији голмана у турском лигашу Газиантеп и репрезентацију Румуније.
Своју сениорску каријеру започео је у Конкордији Кјајна, пре него што је 2013. године потписао за Стеауа из Букурешта. Ница је освојио шест одличја током свог периода у главном тиму, а почетком 2018. прешао је у Чешку где је потписао за Спарту из Прага.
Ница је имао свој први наступ за репрезентацију Румуније у новембру 2017. године, у пријатељској утакмици и победи против Турске резултатом 2:0.

## Играчка каријера

### Клубови
Рођен у Букурешту, Ница је почео да игра фудбал са седам година у ФК Стеауа Букурешт. Године 2001. прешао је у локални ривал Рапид Букурешт, где је остао четири године. Потом је своју последњу сезону као јуниор провео у Астра Плоешти.
Године 2006, са 19 година, Ница се придружио Конкордији Чиајна и одиграо своје прве сениорске мечеве у румунској Лиги III, трећем нивоу румунског лигашког система. Дебитовао је са тимом у Лиги I 25. јула 2011, у поразу код куће резултатом 1–2 од Спортула Студензеска.
ФКСБ
У децембру 2012, објављено је да ће се Ница вратити у свој младалачки клуб ФК Стеауа Букурешт у лето следеће године.  Почео је често да наступа за Астру Плоешти у сезони 2015–16, у којој је забележио 32 меча у свим такмичењима.
Дана 16. августа 2016, Ница је одбранио један од два пенала која је шутирао Серхио Агверо у поразу у плеј-офу УЕФА Лиге шампиона од Манчестер ситија 0–5.  У мају 2017. Ница је пристао на нови уговор са тимом, који се сада зове ФКСБ, који би га задржао у Букурешту до 2021. године. Његов добре одбране 2017. године донеле су му је треће место на награди за најбољег фудбалера године у Румунији коју је издала Газета Спортурилор, коју је поделио са Штефаном Радуом.
Спарта Праг
Ница је прешао у чешки тим Спарту из Прага 1. фебруара 2018. за непознату накнаду, за коју се прича да је 2 милиона евра плус 500.000 евра бонуса.]
У децембру 2021. Ница је проглашен за румунског фудбалера године и од стране ЦСЈ Удружења и дневног листа Газета Спортурилор због његових наступа током календарске године
Спарта Праг је позајмила Ницу Пардубицама до краја сезоне 2022–23.
Газиантеп
Дана 9. септембра 2023. Ница је потписао једногодишњи уговор са турским клубом Газиантеп.

### Репрезентација
На 18. марта 2017. године, после повреде Силвиуа Лунга Јуниора, селектор Кристоф Даум је изабрао Ницу да га замени у националном тиму Румуније за квалификациону утакмицу Светског првенства 2018. против Данске. Неколико дана пре његовог позива, бивши румунски интернационалци Хелмут Дукадам, Георге Хађи и Лаурентиу Регекампф изјавили су да је његов изостанак из тима био „неправедан“.
Ница је на крају ипак дебитовао 9. новембра 2017, ушавши као замена за Костела Пантилимона у 71. минуту у пријатељској утакмици и победи над Турском од 2:0 у Клуж-Напоки. Након што је Циприан Тататарушану најавио да се повлачи из националног тима крајем 2020. године, Ница је одиграо пуних 90 минута у све три квалификационе утакмице за Светско првенство 2022. против Северне Македоније, Немачке и Јерменије у марту 2021. Упркос чињеници да је Румунија изгубила против последња два, његове перформансе су похвалили и медији и навијачи.
Ажурирано до утакмице одигране 4. јуна 2024
| Репрезентација | Година | Ута. | Голова |
| -------------- | ------ | ---- | ------ |
| Румунија       | 2017   | 1    | 0      |
| Румунија       | 2018   | 1    | 0      |
| Румунија       | 2021   | 11   | 0      |
| Румунија       | 2022   | 6    | 0      |
| Румунија       | 2024   | 2    | 0      |
| Укупно         | Укупно | 21   | 0      |

## Успеси

### Играчки
Стеауа
- Прва лига Румуније у фудбалу: шампион 2013–14, 2014–15.
- Куп Румуније у фудбалу: победник 2014–15.
- К Суперкп Румуније у фудбалу: 2013.
- Лига куп: победник 2014–15, 2015–16.

Спарта Праг
- Прва лига Чешке у фудбалу: шампион 2022–23.
- Куп Чешке у фудбалу: победник 2019–20.

Индивидуално
- Gazeta Sporturilor Румунски фудбалер године: први 2021,[13] дели треће место: 2017.
- CSJ Gala Fotbalului Românesc Румунски фудбалер године: 2021[12]
- Најбољи голман јиге: 2016–17 (дели са Бранко Граховац)
- Тим сезоне: 2016–17.